# کارایتهور
کارایتهور (به لاتین: Kaaraiththoor) یک منطقهٔ مسکونی در سری‌لانکا است که در استان شمالی (سری‌لانکا) واقع شده‌است.